# Pranas Piaulokas
Pranas Piaulokas (ur. 2 czerwca 1945 w rejonie Kłajpedy, Litewskiej SRR, zm. 10 maja 2008) – radziecki i litewski aktor filmowy i teatralny. Ludowy Artysta Litewskiej SRR (1985).

## Życiorys
W 1969 roku ukończył Państwowe Konserwatorium Litewskie. Od 1969 roku – aktor Teatru Dramatycznego w Szawle.

## Wybrana filmografia
- 1972: Wódz Prusów jako Auktuma

## Nagrody i odznaczenia
- 1986: Nagroda Państwowej Litewskiej SRR[1]
- 2005: Medal Orderu „Za Zasługi dla Litwy”[3][4]